# Осман IV (маї Борну)
Осман IV (*д/н —1473) — 15-й маї Борну в 1463—1473 роках.

## Життєпис
Походив з династії Сейфуа. Син маї Кадая III. Після загибелі батька 1446 року спільно з братом Мухаммадом брав участь у боротьбі за трон із своїми родичами. Продовжив боротьбі й після затвердження брата у 1453 році на троні, оскільки єдності в Борну не було.
По загибелі брата Мухаммада III вів війну проти нових претендентів на трон та маї Ґаджі. Скористався поразкою того 1463 року, швидко зайняв столицю Каґу, завдавши поразки Мухаммаду ібн Абдаллаху. Тепер основними його суперниками стали Алі ібн Зейнаб та Омар ібн Абдаллах.
Зумів відновити владу на значній території. Але зрештою зазнав поразки від Алі ібн зейнаба. Проте владу захопив Ома ібн Абдаллах.